# Тибетски сеносъбирач
Тибетският сеносъбирач (Ochotona thibetana) е вид бозайник от семейство Пики (Ochotonidae).

## Разпространение
Видът е разпространен в Бутан, Индия (Сиким), Китай (Гансу, Съчуан, Тибет, Цинхай и Юннан) и Мианмар.